# Олігархія
Олігархі́я  (грец. ὀλιγαρχία (oligarchía), від грец. ὀλίγος (olígos) «невеликий, малий», та грец. ἀρχός (archós) «начальник, керівник» — «влада небагатьох») — невелика група людей, що контролюють країну чи організацію; керівна група представників фінансово-промислового капіталу, яка зосереджує у своїх руках основну владу і визначає внутрішню та зовнішню політику країни; політичний режим, у якому влада (політична, економічна та ін.) належить невеликій, закритій та тісно згуртованій групі осіб.
Олігархія — недемократична форма правління, що забезпечує панування вузького кола найбагатших осіб (олігархів); владна еліта, яка очолює і репрезентує олігархічне правління. Визначальною характеристикою олігархії є підпорядкування влади невеликій групі осіб для задоволення власних інтересів, насамперед тих, що стосуються нагромадження багатств і одержання привілеїв.
Олігархія — група людей, які одночасно є і власниками засобів виробництва, і можновладцями. Таку групу інколи називають — олігархат[джерело?].
Не варто плутати «Олігархію» зі схожим терміном: клептократія («влада крадіїв»)

## Термінологія
Олігархія — це форма владарювання, тип політичного режиму, про який писали ще давньогрецькі філософи Платон та Арістотель. Так само як мон(о)-архія — влада одного, полі-архія — влада багатьох (форма розосередженого правління, що забезпечує панування принципів плюралістичної демократії), оліг(о)-архія — це влада кількох, небагатьох.
В усіх цих термінах наявне вказування на кількість володарів (один, багато, кілька) та саме слово володарювання (старогрецьке archein). Це означає, що без політичного панування олігархів не буває. Тому не слід їх плутати з багатими бізнесменами чи просто підприємливими людьми. Тільки ті багатії, котрі намагаються встановити «диктатуру небагатьох» (явну чи позалаштункову), є олігархами. Олігарх — це не просто багата людина, а один із небагатьох можновладців, що правлять у своїх приватно-групових інтересах.
Оліга́рх — особа, що володіє великою власністю у країні, та має вагомий вплив на державні органи влади й може використовувати його для власного збагачення. З політологічної точки зору олігархи — це можновладці, які використовують монополізовані ними сектори економіки для зосередження у своїх руках політичної влади, а політичну владу — для збільшення власних капіталів. Сучасні олігархи можуть володіти багатоманітними суспільними ресурсами: економічними (промислові та фінансові підприємства й установи), інформаційними (друковані та електронні ЗМІ), політичними (партії, парламентські групи й фракції, важливі державні посади, вплив на перших осіб у державі). Олігарх — це не просто багата людина, а один із небагатьох можновладців, що правлять у власних приватно-групових інтересах, причому в основному або винятково, силовими методами. Олігарх може безпосередньо обіймати політичні посади в органах влади, а може фінансувати чи підкупляти політиків, утримувати або спонсорувати політичні партії, які беруть безпосередню участь у виборах та політичній діяльності країни. У ЗМІ та побуті: представник великого капіталу, який контролює частину ЗМІ і впливає на діяльність державних органів, зокрема судів, для забезпечення власного бізнесу — що становить значну загрозу для стабільності та успіху держави.
З політологічної точки зору олігархи — це можновладці, які використовують монополізовані ними сектори економіки для концентрації у своїх руках політичної влади, а політичну владу — для збільшення власних капіталів. Сучасні олігархи володіють багатоманітними суспільними ресурсами: економічними (промислові та фінансові підприємства й установи), інформаційними (друковані та електронні ЗМІ), політичними (партії, парламентські групи й фракції, важливі державні посади, вплив на перших осіб у державі).
Олігархія — це явище, або коли бюрократія (мер, губернатор, уряд) є «ведучою силою», або коли цією силою є великі фінансово-інформаційні угрупування. Олігархія — це явище зрощування цієї «ведучої сили» і державної влади. Це коли державна влада користується послугами бізнесу, а бізнес, в свою чергу, формує цю владу: може міняти тих чи інших керівників: якщо неслухняний, то тоді ставлять слухняного, якщо слухняний — з нього вибивають гроші. Це коли бюрократія має напряму контакти з бізнесом: своїм бізнесменам щось допомагають, а в свою чергу ті допомагають уряду. Це одна ситуація. Друга ситуація, це коли сам бізнес настільки сильний, що він керує державним керівництвом як ляльками і маріонетками. Головний наслідок олігархії, що є вузька група багатих, і величезна група бідних.
На початку 20-го століття Роберт Міхельс розробив теорію, згідно з якою будь-які форми демократії, як і всі великі організації, мають тенденцію перетворюватися в олігархії. У своєму «Залізному законі олігархії» він стверджує, що необхідний поділ праці в великих організаціях призводить до створення керівного класу, котрий переважно переймається захистом своєї власної влади.
Основу для олігархії в пострадянських країнах було створено в радянський час. Тоді управління підприємством, міністерствами і управління країною — були одне й те ж: політбюро приймало рішення, воно проходило через міністерство, то давало команди на заводи, гроші вверх, блага вниз. Ось така радянська система була схильною до олігархії. Потім вона трансформувалась в пострадянське явище. Щоб не було олігархії, мають бути прозорі рівні правила, які повинні працювати для всіх без виключень і при цьому і преса, і опозиція, і всі хто завгодно, в тому числі і державна влада повинні відмінно знати що відбувається: в першу чергу з бюджетними грошами, у другу чергу — з власністю. Ще Михайло Горбачов у 1994 році в передачі «Час пік» Владислава Лістьєва різко критикував представників тогочасної влади за втрату гласності, за монополізацію частини преси урядом, через що та вже знаходиться на пайку і вже не самостійна, а друга частина — теж не самостійна і знаходиться на пайку в фінансових і промислових груп, і в газетах абсолютно не та картина, яка відбувається в житті, і телебачення починає ставати таким же.
|                                                                                             | «..і вони хочуть, напевно, провести ще другий етап перерозподілу власності. Потім, вони думають, вони вже будуть невразливі» |
| — зауважує Михайло Горбачов в телепередачі «Час пік» Влада Лістьєва. 21 липня, четвер, 1994 | |

## У світі
Проблема олігархізації економіки й політики в різних країнах світу не належить до числа добре досліджених. Найчастіше згадують про олігархічне правління в Латинській Америці, та й то стосовно 20-х — 30-х років. Тим часом в історії капіталізму було немало періодів домінування олігархічних груп — як у Європі, так і в Америці. Та все ж у порівняльній політології серед різноманітних класифікаційних систем, за якими ранжують сучасні держави, є індекс концентрації економічної влади Ванганена, який можна було б вважати індексом олігархізації суспільної системи. Він характеризує міру контролю небагатьох монополістів над економічними ресурсами країни — державними, приватними та іноземними.
В узагальненому вигляді по континентах цей індекс виглядає так: Африка — 83,7; Америка (Північна і Південна) — 69,2; Азія — 76,6; Океанія — 43,3; Європа — 56,0.
Олігархічні групи у тій чи іншій формі існують у більшості країн, де економіка базується на приватній власності. Однак відмінності між країнами полягають якраз у мірі політичного домінування олігархічних груп та у ступені збігання розподілу влади й власності.

## Види
- Фінансово-промислова олігархія — група людей, яка володіє найбільшою часткою банківського капіталу та (або) у власності яких знаходиться основна маса промислових потужностей економіки країни. Втримання державної влади олігархами відбувається завдяки просуванню до влади людей свого клану, які виконують роль політичних маріонеток;
- Військова олігархія — (див. також Хунта), верхівка збройних сил (армії, спецслужб, жандармерії), яка утримує владу в країні і, як правило, прагне конвертувати свою військо-політичну владу — в економічно-фінансову. Тобто стати великими власниками. Ця форма олігархії більш характерна для суспільств і держав з менш розвиненими формами власності.